# اسلایم
اسلایم یک محصول در رده اسباب‌بازی است که اولین بار توسط شرکت متل ساخته شد. این محصول برای اولین بار در فوریه ۱۹۷۶ به بازار معرفی شد و در سطل‌زباله پلاستیکی تهیه و فروخته می‌شد. این ماده متشکل از یک ماده چسبناک غیرسمی، نرم، شکل‌پذیر و به رنگ سفید بود که در ابتدا از صمغ گوار ساخته می‌شد.  انواع مختلفی از اسلایم در طی سال‌های بعد تولید و عرضه شد؛ از جمله اسلایم حاوی حشرات لاستیکی، کرم‌ها و مردمک چشم اسلایم محدوده سنی خاصی ندارد و در بازی با این وسیله جالب تنها محدودیت خلاقیت است.
اگرچه مواد سازندهٔ اسلایم ذاتا بی‌خطر است اما پاک‌کردن سطوحی هم‌چون فرش‌هاوکاغذ و خصوصا موی سر از آن، دشوار است. این اسباب بازی بین کودکان در سراسر جهان مورد توجه قرار گرفت

## عناصر تشکیل‌دهنده
عناصر اصلی اسلایم، گوارگام و بوراکس است اما به‌عنوان جایگزین گوارگام می‌توان از پلیمرهای حاوی گروه الکل همچون پلی‌وینیل الکل استفاده کرد. یه این محصولات که بر پایهٔ پلیمرهای غیرساکاریدی ساخته شده‌اند، فلابر نیز گویند.
به دلیل وجود این عناصر، رهاکردن اسلایم در بیرون از محفظه‌اش منجر به خشک‌شدن یا چسبیدن به سطوحی همچون فرش یا پارچه می‌شود.